# Aeropuerto Internacional Jorge Newbery
Aeropuerto Internacional Jorge Newbery (IATA:AEP, ICAO:SABE) is een internationale luchthaven in de Argentijnse hoofdstad Buenos Aires. Ze ligt in het stadsdeel Palermo dicht bij het stadscentrum aan de oever van de Río de la Plata. Ze is genoemd naar de Argentijnse luchtvaartpionier Jorge Newbery (1875-1914).
Het is een drukke luchthaven die vooral voor binnenlands vliegverkeer wordt gebruikt, maar er zijn ook enkele internationale vluchten naar de buurlanden. In 2012 verwerkte de luchthaven 8.849.465 passagiers. De Argentijnse luchtmacht gebruikt een klein gedeelte van het luchthaventerrein.

## Geschiedenis
Het vliegveld werd ingehuldigd in 1947 als Aeroparque 17 de Octubre en in gebruik genomen in januari 1948. De naam verwees naar 17 oktober 1945, de dag waarop Juan Perón na een massademonstratie vrijgelaten werd. De landingsbaan was oorspronkelijk 1000 meter lang en werd in 1951 verlengd tot 1550 m. Na de afzetting van Juan Perón door een militaire staatsgreep werd de naam in 1955 veranderd in Aeroparque Jorge Newbery. In 1960 werd een nieuwe terminal en een tot 2.070 meter verlengde landingsbaan in gebruik genomen. In 1981 nam de nationale luchtvaartmaatschappij Aerolíneas Argentinas een eigen terminalgebouw in gebruik.
De luchthaven kampt sedert de jaren 1980 met overbelasting, maar verdere uitbreiding is niet mogelijk omdat ze ingesloten wordt door de rivier en autowegen. In de jaren 1990 werd overwogen om ze uit te breiden met een kunstmatig eiland in de Rio de la Plata, maar deze plannen vonden geen doorgang, evenmin als het plan om de luchthaven te sluiten en de internationale luchthaven Ezeiza verder uit te breiden.

## Incidenten
- Op 31 augustus 1990 verongelukte een Boeing 737 van Líneas Aéreas Privadas Argentinas bij een mislukte start vanaf Jorge Newbery. 65 personen kwamen hierbij om het leven.